# Pulham Market
Pulham Market – wieś w Anglii, w hrabstwie Norfolk, w dystrykcie South Norfolk. Leży 23 km na południe od Norwich i 139 km na północny wschód od Londynu. Miejscowość liczy 999 mieszkańców.